# Karel Traxler

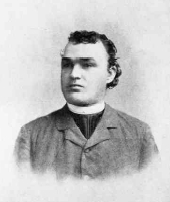
Karel Traxler

Karel Traxler (* 17. Januar 1866 in Vlachovo Březí; † 15. Mai 1936 in Volyně) war ein tschechischer Schachspieler und Schachkomponist.
Neben seiner Tätigkeit als katholischer Geistlicher galt Traxler als starker Schachamateur, der Ende des 19. Jahrhunderts einen wichtigen Beitrag zur Eröffnungstheorie leistete: Er spielte im Jahre 1890 in einer Partie gegen J. Reinisch erstmals den Zug 4. … Lf8–c5 im Zweispringerspiel im Nachzuge und gewann glanzvoll unter Damenopfer in nur 17 Zügen. Die Variante ist nach ihm als Traxler-Gegenangriff benannt.
Karel Traxler führte die Pseudonyme Anonymus z Tábora, Karel Kaplan, Vis Maior und Karel Zboněk. In den Jahren 1896 bis 1899 redigierte er zum Teil die Zeitschrift České listy šachové.

## Schachkomponist
Traxler gehörte zu den zahlreichen Vertretern der Böhmischen Schule aus der Generation Josef Pospišils. Er komponierte über 900 Aufgaben, hauptsächlich Zwei-, Drei- und Vierzüger, aber auch Mehrzüger, seltener Selbstmatts. Zusammen mit seinem Schwager Jan Kotrč gab er eine Auswahl von 247 seiner bis 1910 komponierten Aufgaben heraus.
|   | a | b | c | d | e | f | g | h |   |
| 8 |   |   |   |   |   |   |   |   | 8 |
| 7 |   |   |   |   |   |   |   |   | 7 |
| 6 |   |   |   |   |   |   |   |   | 6 |
| 5 |   |   |   |   |   |   |   |   | 5 |
| 4 |   |   |   |   |   |   |   |   | 4 |
| 3 |   |   |   |   |   |   |   |   | 3 |
| 2 |   |   |   |   |   |   |   |   | 2 |
| 1 |   |   |   |   |   |   |   |   | 1 |
|   | a | b | c | d | e | f | g | h |   |

Lösung:

1. Df8! Kxe4

2. Kf6 Kxf4

3. Db4 Idealmatt

2. … Kd4

3. Db4 Mustermatt

1. … Kd4

2. De8 Kc4

3. Da4 Mustermatt